# لیک مری جین (فلوریدا)
لیک مری جین (به انگلیسی: Lake Mary Jane) یک منطقهٔ مسکونی در ایالات متحده آمریکا است که در شهرستان اورنج، فلوریدا واقع شده‌است. لیک مری جین ۱۳٫۶ کیلومتر مربع مساحت و ۱٬۵۷۵ نفر جمعیت دارد و ۲۱٫۳۴ متر بالاتر از سطح دریا قرار دارد.